# Bavon de Gand
Pour les articles homonymes, voir Gand (homonymie).
Saint Bavon de Gand (nom de naissance Allowyn, en latin : Allowinus), est né vers 622 en Hesbaye et mort le 1er octobre 659 à Gand (actuelle Belgique). Il est le saint patron des diocèses de Gand et de Haarlem-Amsterdam, et il y a une paroisse Saint-Bavon à Wilrijk. Il est liturgiquement commémoré le 1er octobre.

## Biographie
Bavon est un noble de la région de Hesbaye (Belgique). Il se marie avec la fille du comte Adilion, et mène, aux dires de ses hagiographes, une « vie peu édifiante ». Le couple a une fille nommée Agletrude. À la suite de la mort de son épouse, il décide de se convertir au christianisme après avoir écouté une prédication éloquente de Amand de Maastricht qui évangélise la Flandre et le Brabant. Il rentre chez lui, distribue ses biens aux pauvres et il devient moine à Gand, dans le nouveau monastère fondé par Armand (qui plus tard prendra le nom de « Saint-Bavon de Gand ») où il reçoit la tonsure des mains de saint Amand. Il accompagne un temps son maître spirituel dans ses missions apostoliques avant de se retirer dans un ermitage près de Gand, durant trois année,,.
Il meurt vers 654 (le 1er octobre 659 d'après une tradition incertaine). Ses hagiographes ajoutent qu'il serait apparut à Sainte Gertrude de Nivelles pour lui demander de venir ensevellir son corps, ce que la moniale aurait fait.
Une tradition rattache Bavon à la ville de Dunkerque : la conversion du guerrier se serait déroulée auprès de saint Éloi lors de la fondation par l'évêque de la ville (tradition légendaire).

## Notoriété et culte

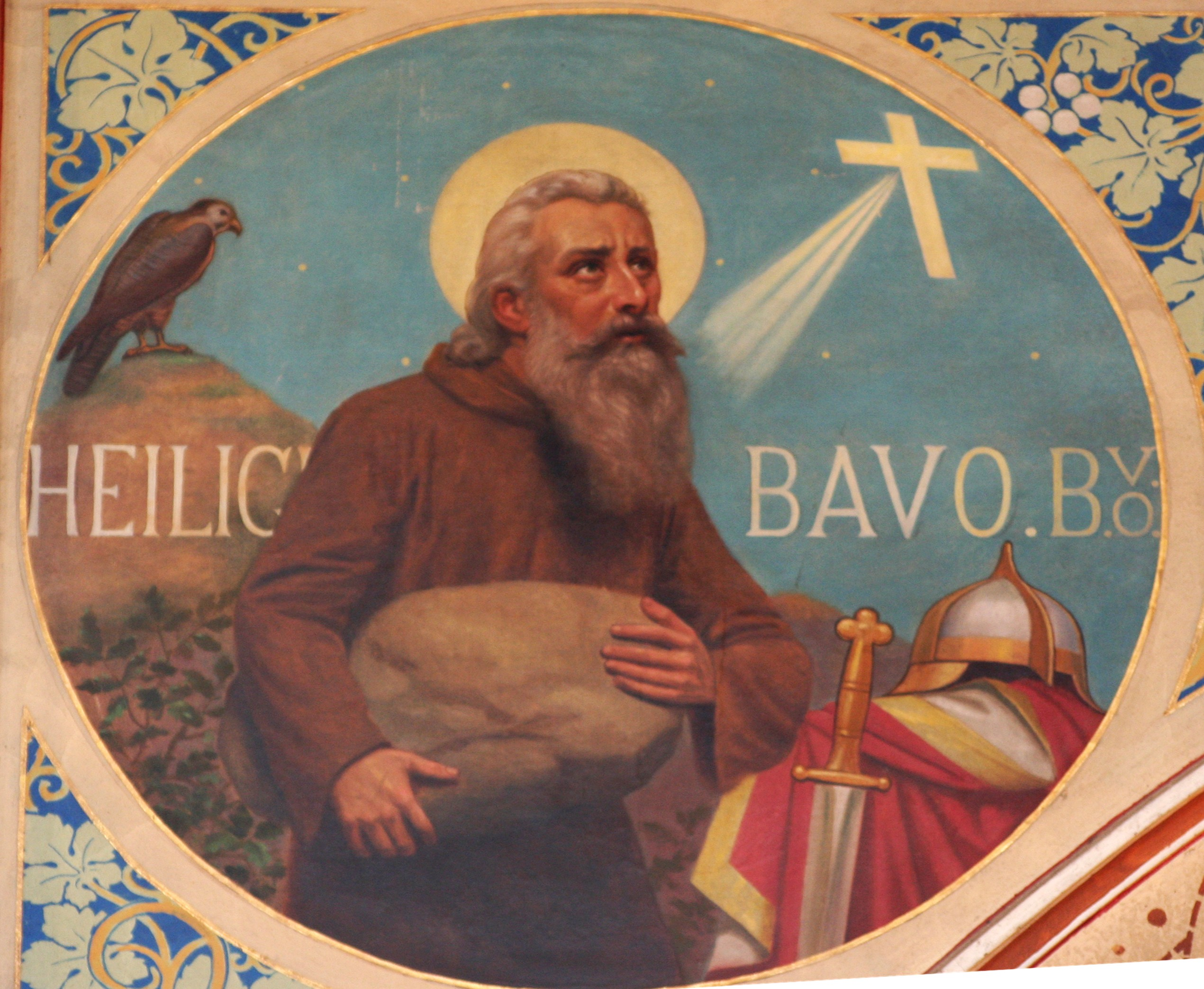
Peinture de St Bavon, église St Nicolas (Zoetermeer).

Bavon est considéré comme saint tant par l’Église catholique que par l’Église orthodoxe, et il est fêté le 1er octobre.
En 1559, Bavon devient le saint patron de la ville de Gand, dont la cathédrale porte le nom. Ses reliques reposent en partie dans la cathédrale de Gand et en partie dans l'abbaye bénédictine de Nesle-la-Reposte.
À Dunkerque, Bavon réapparaît chaque année au moment du carnaval sous les traits du Reuze.

## Sources littéraires
Il existe quatre « Vies » de Saint Bavon, et beaucoup sont « légendaires ». La plus ancienne, qui parle de Bavon (ou « Baafs » en flamand), fut probablement écrite à l’époque de l’abbé Éginhard († 840), soit deux siècles après sa mort. Elle fut mise en vers autour de 980.

## Iconographie
On le représente en ermite, souvent près d'un arbre creux, avec près de lui la pierre qui lui servait d'oreiller. Sa représentation en chevalier lui fait porter un faucon sur le poing gauche car la chasse était son sport favori.
Il est entre autres représenté sur le panneau extérieur droit du Jugement dernier de Jérôme Bosch.

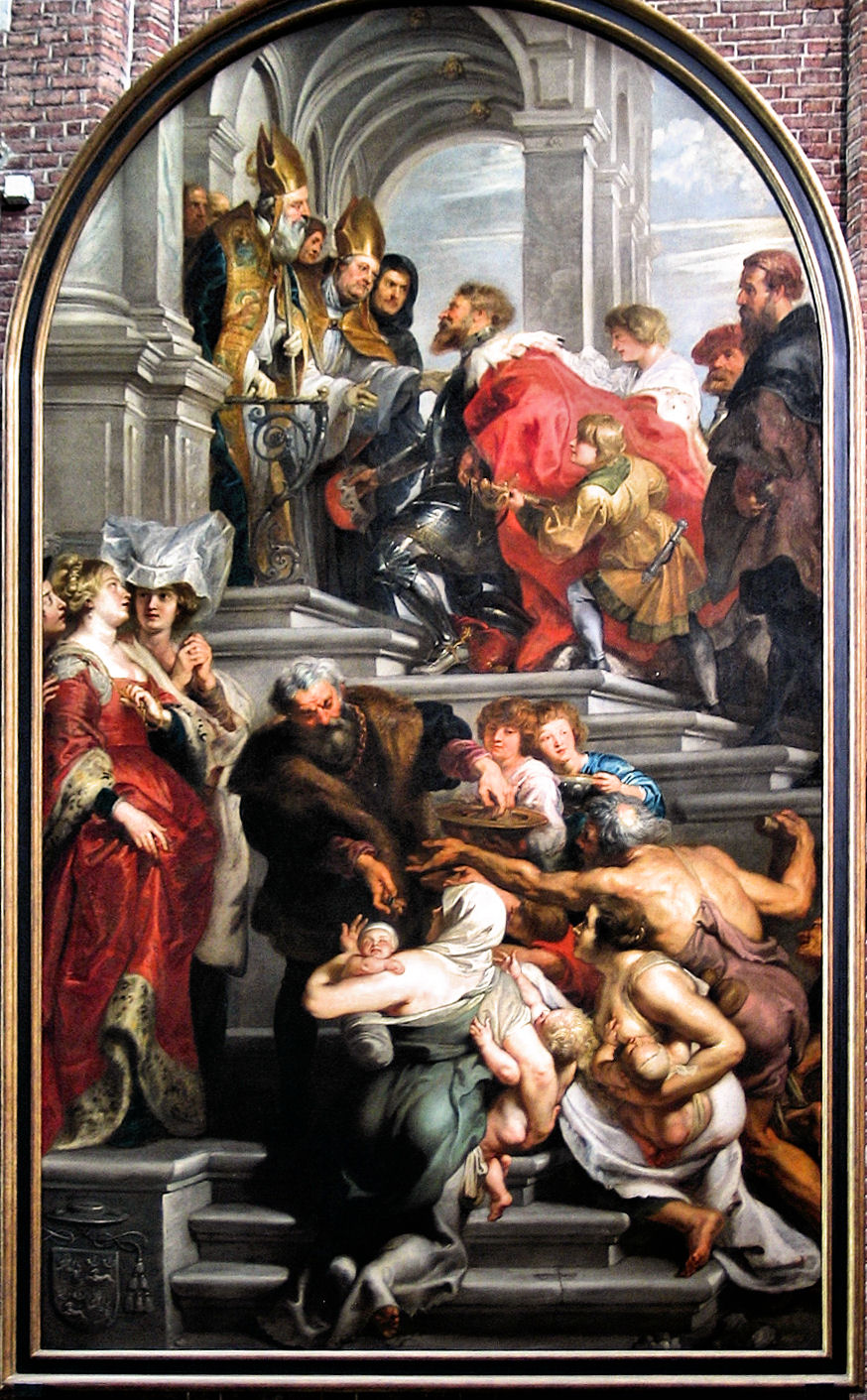
La conversion de Saint Bavon par Pierre Paul Rubens.
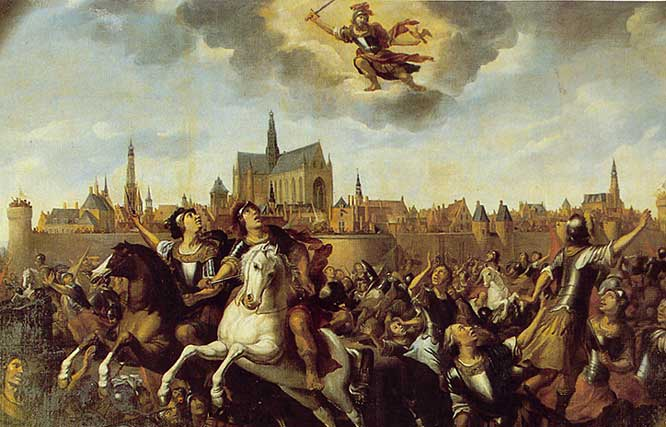
St Bavon sauvant Haarlem (1673)
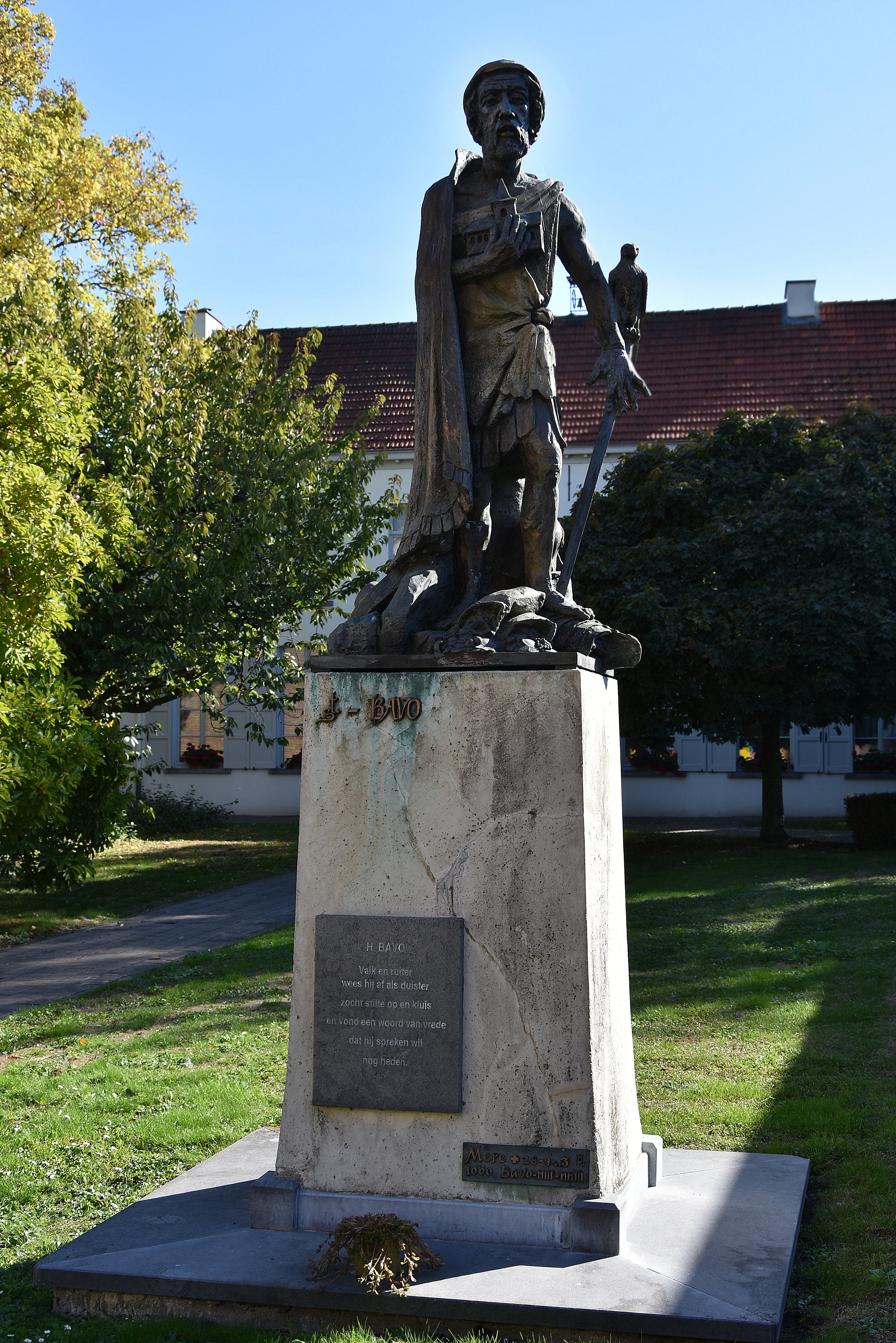
St Bavon par Herman De Somer (1923-2008)

## Sources
- Les premières Vies de saint Bavon se trouvent dans Acta Sanctorum du mois d'octobre, vol. 1.
- Léon van der Essen, Étude critique et littéraire sur les vitae des saints mérovingiens de l'ancienne Belgique, 1907, p. 349-357.
- Édouard de Moreau, Saint Amand, apôtre de la Belgique et du Nord de la France, Louvain, 1927.